# Bungtang
Bungtang (nepalski: बुङताङ) – gaun wikas samiti w środkowej części Nepalu w strefie Bagmati w dystrykcie Nuwakot. Według nepalskiego spisu powszechnego z 2001 roku liczył on 531 gospodarstw domowych i 2597 mieszkańców (1344 kobiet i 1253 mężczyzn).